# Rio de Moinhos (Aljustrel)
Rio de Moinhos é uma povoação portuguesa do Município de Aljustrel que foi sede da extinta Freguesia de Rio de Moinhos, freguesia que tinha 37,44 km² de área e 741 habitantes (2011), e, por isso, uma densidade populacional de 19,8 hab./km².
A Freguesia de Rio de Moinhos foi extinta em 2013, no âmbito de uma reforma administrativa nacional, tendo sido agregada à Freguesia de Aljustrel, para formar uma nova freguesia denominada União das Freguesias de Aljustrel e Rio de Moinhos com sede em Aljustrel.

## População
| 1991 | 2001 | 2011 |
| 937  | 864  | 741  |

Criada pela Lei nº 129/85, de 04 de Outubro, com lugares desanexados da freguesia  de Aljustrel (Fonte: INE)
| Distribuição da População por Grupos Etários em 2001 e 2011 | Distribuição da População por Grupos Etários em 2001 e 2011 | Distribuição da População por Grupos Etários em 2001 e 2011 | Distribuição da População por Grupos Etários em 2001 e 2011 | Distribuição da População por Grupos Etários em 2001 e 2011 | Distribuição da População por Grupos Etários em 2001 e 2011 | Distribuição da População por Grupos Etários em 2001 e 2011 | Distribuição da População por Grupos Etários em 2001 e 2011 | Distribuição da População por Grupos Etários em 2001 e 2011 | Distribuição da População por Grupos Etários em 2001 e 2011 |
| ----------------------------------------------------------- | ----------------------------------------------------------- | ----------------------------------------------------------- | ----------------------------------------------------------- | ----------------------------------------------------------- | ----------------------------------------------------------- | ----------------------------------------------------------- | ----------------------------------------------------------- | ----------------------------------------------------------- | ----------------------------------------------------------- |
| Idade                                                       | 0-14                                                        | 15-24                                                       | 25-64                                                       | > 65                                                        |                                                             | 0-14                                                        | 15-24                                                       | 25-64                                                       | > 65                                                        |
| 2001                                                        | 119                                                         | 114                                                         | 436                                                         | 195                                                         |                                                             | 13,8%                                                       | 13,2%                                                       | 50,5%                                                       | 22,6%                                                       |
| 2011                                                        | 84                                                          | 71                                                          | 394                                                         | 192                                                         |                                                             | 11,3%                                                       | 9,6%                                                        | 53,2%                                                       | 25,9%                                                       |